# Briefstuk
Een briefstuk is in de filatelie een uitknipsel uit een poststuk, waarbij de postzegel mét de afstempeling is uitgeknipt. Het kan hierbij ook gaan om meerdere postzegels met een afstempeling. Als de afstempeling écht interessant is, dan is het beter om het gehele poststuk te bewaren, maar vaak is dat een gepasseerd station.
Een briefstuk moet niet worden verward met een postwaardestuk.